# Nerviano
Nerviano é uma comuna italiana da região da Lombardia, província de Milão, com cerca de 16.715 habitantes. Estende-se por uma área de 13 km², tendo uma densidade populacional de 1286 hab/km². Faz fronteira com Cerro Maggiore, Origgio (VA), Lainate, Parabiago, Pogliano Milanese, Arluno.

## Demografia
| Variação demográfica do município entre 1861 e 2011                               |
|                                                                                   |
| Fonte: Istituto Nazionale di Statistica (ISTAT) - Elaboração gráfica da Wikipedia |